# Skleroprotopus confucius
Skleroprotopus confucius är en mångfotingart som beskrevs av Carl Graf Attems 1901. Skleroprotopus confucius ingår i släktet Skleroprotopus och familjen Mongoliulidae. Inga underarter finns listade i Catalogue of Life.